# Стромбиды
Стромбиды, или стромбусы (лат. Strombidae), — семейство морских брюхоногих моллюсков. Большинство видов обитает в тропических и субтропических морях Индо-Тихоокеанской области.

## Описание
Моллюски среднего и очень крупного размера. Раковина толстостенная, с высоким завитком и утолщенной наружной губой, имеющей характерную вырезку: «стромбидный» вырез. В данную вырезку входит правый глаз моллюска, располагающийся на конце длинного глазного стебля. Крышечка роговая, удлиненной формы заострена на конце и зазубрена с одного края. Моллюски очень подвижны, передвигаются скачками, упираясь в грунт крышечкой. Питаются детритом и растительностью. Раковины представителей семейства — популярный объект коллекционирования.

## Роды
- Barneystrombus Blackwood, 2009
- Canarium Schumacher, 1817

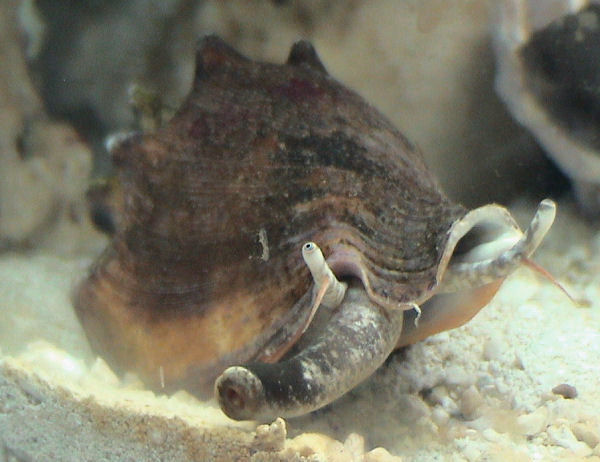
Strombus alatus

- Conomurex Bayle in P. Fischer, 1884
- Dolomena Wenz, 1940
- Doxander Wenz, 1940
- Euprotomus Gill, 1870
- † Europrotomus Kronenberg & Harzhauser, 2011
- Gibberulus Jousseaume, 1888
- Harpago Mörch, 1852
- Labiostrombus Oostingh, 1925
- Laevistrombus Abbott, 1960
- Lambis Röding, 1798
- Lentigo Jousseaume, 1886
- Lobatus Swainson, 1837
- Margistrombus Bandel, 2007
- Mirabilistrombus Kronenberg, 1998
- Ophioglossolambis Dekkers, 2012
- Persististrombus Kronenberg & Lee, 2007
- Sinustrombus Bandel, 2007
- Strombus Linnaeus, 1758
- Terestrombus Kronenberg & Vermeij, 2002
- Thersistrombus Bandel, 2007
- Tricornis Jousseaume, 1886
- Tridentarius Kronenberg & Vermeij, 2002
- † Rimella Agassiz, 1840